# 工作台

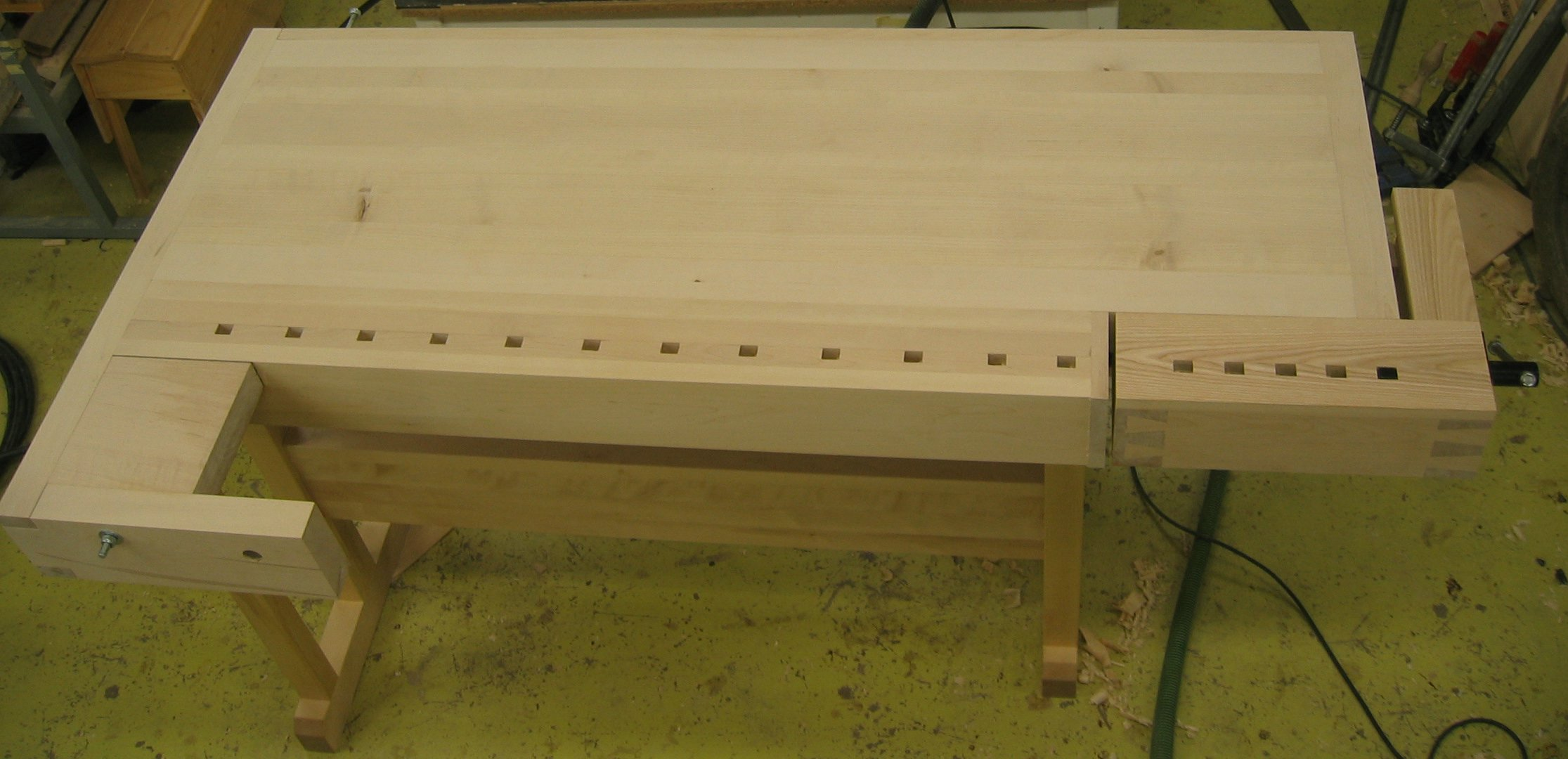
歐洲風格的木工工作台

工作台是一個堅固耐用的桌子，它們設計的範圍從簡單到非常複雜的平面設計都有，可被視為工具一部份。工作台根據工作的需要是由許多不同的材料包括金屬，木材，石材和複合材料所組成，大小不等的幾乎所有的工作台是長方形的，設計是不同類型的工作，其中大多數屬性：
- 一個舒適的工作與規定高度為坐姿或站立的工作
- 一種方法來修復工件表面，以便它可以用雙手工作
- 規定用於安裝，存儲和訪問工具

工作台類型可分為根據具體工作，他們的目的是適應：
- Multi-purpose/portable

- 木工

可用於普通木工，但可能是專門為細木工，櫃子，制模，雕刻，木工或修剪工作。 他們通常由實木和具有整數夾緊機制。
- 金工

金屬工人需要長椅用來處理研磨，焊接，鑄造，鍛造輕，和佈局。 大部分這些長椅包括metalworker的老虎鉗安裝在頂部。 
- 園藝

園丁的工作台，必須耐潮濕和灰塵。它們用於播種，和修飾，通常有內置的貨架和儲存。
- 電子產品

形式上是一種夾具無線電窩棚，現在用於組裝和修理各種電子設備，包括通訊，電腦，家庭娛樂項目。這些長椅通常有內置的權力來源，隨著架子和工作照明。大多數工作台的高度均設有長椅坐著工人。 
- 一般修理

幾乎所有的家庭農場有一個這些。也發現了小型發動機修理店。用於銳化，清潔，潤滑，裝配/拆卸，輕金屬工作。 
- 實驗室的工作

特別是利用化學和生物科學。表面通常由惰性物質，如石板。大部分這些長椅有水和燃料來源內置或近在手邊。 
- 藝術與雕塑

方便四面八方，木材和石頭雕刻。 
- 珠寶商和製表

專門建造的長凳一般有一個“板凳腳” - 一個小木頭表面突出了對工作的工人，允許安排勞動者工作的一小部分。此外，還有通常是一個托盤或皮圍裙下捕捉珍貴的金屬屑或丟棄的物品。它們的目的是這樣，當工人坐著工作達到或接近眼睛的水平。
- 配件及裝配

使用的機械師 ， 管子工 ， 電工 ，紡織工人，和一塊工人 ，這些長椅通常有空間佈局和內置工具， 夾具和測量裝置，以方便工作。